# アブラヒム・ハンナ
アブラヒム・ハンナ（Ibrahim Hanna、1998年3月12日 - ）は、日本の俳優。スーパーエキセントリックシアター（SET）映画放送部Jr.（ジュニア）所属。オーストラリア・シドニー出身。血液型はO型。男性エンターテインメントユニットGrab"A"（グラバ）のメンバー。

## 経歴
- 2016年 東京ダンス＆アクターズ 専門学校
- 2018年 スーパーエキセントリックシアターボイスアクターズコース第4期レッスン生
- 2018年7月29日 スーパーエキセントリックシアター所属の7人組新ユニット『Grab"A"』結成、メンバーの１人。
- 2020年9月13日　『Grab″A″（グラバ）』脱退
- 2020年12月31日、SET退所。

## 人物
- Grab"A"でのキャッチコピーは「サムライ魂を持つ男！？」、カラーは「紫」。
- レバノン人の父と日本人の母を持つハーフであり、オーストラリア生まれ・育ち。

## 出演

### 舞台
- 「あゆみ」（2018年）
- アドリブ心理劇・レジスタンスイレブン～ハロウィンを守り抜け～  コフレリオ新宿シアター[1]
  - 2018年10月10日 ライブパート Grab"A"で出演
  - 2018年10月12日 本編ゲスト出演
- アドリブ心理劇・レジスタンスイレブン～クリスマスを守り抜け～  コフレリオ新宿シアター[2]
  - 2018年12月11日・12日・14日 本編出演
  - 2018年12月12日 ライブパート Grab"A"で出演

- 2.5次元ダンスライブ｢ALIVESTAGE」Episode2 月花神楽 アンサンブル出演[3]
  - 2019年11月8日～17日 ヒューリックホール東京

- リアルファイティング「はじめの一歩」The Glorious Stage!! アンサンブル出演[4]
  - 2020年1月31日～2月9日 品川プリンスホテル ステラボール
- 2.5次元ダンスライブ｢ALIVESTAGE」Episode 3「SCHOOL REVOLUTION Hello 神さま 僕はここにいる！」 - アダム・ウィーブル 役[5]
  - 2020年10月29日～11月8日 ヒューリックホール東京

### TV
- コムゾーが行く！レッツダンス（2018年～、イッツコムチャンネル） - ハンナお兄さん 役
- 世界の哲学者に人生相談（2019年、NHK Eテレ） - 哲学者 役
- ＃リモラブ 〜普通の恋は邪道〜 第1話（2020年10月14日、日本テレビ） - スタミナ定食 役

### ライブ
- 祝！新元号『令和 』Start of a Special Day 笠原彰人と出演 柏ThumbUp（2019年5月1日）
- YOKOHAMA G.B.STREET 笠原彰人と出演 横浜ビブレ前（2019年5月5日）
- 歌詞輪の音會~Special Live~ 鈴木雅也、笠原彰人と出演 柏ThumbUp(2019年6月1日)